# Pål Anders Ullevålseter
Pål Anders Ullevålseter (ur. 7 grudnia 1968 w Oslo) – norweski motocyklista enduro, specjalizujący się w rajdach terenowych. Wielokrotny uczestnik Rajdu Dakar – w 2002 został pierwszym Norwegiem, który wystartował w tym rajdzie. Mistrz świata w motocyklowych rajdach terenowych FIM (2004), drugi motocyklista na mecie Rajdu Dakar w 2010. Zawodnik teamu rajdowego Team Scandinavia. Jest również osobowością telewizyjną – występował w kilku programach reality show, wygrywając niektóre z nich (Isdans w 2007 czy Farmen kjendis w 2018).

## Biografia
Motocross uprawiał od roku 1987 – w 1996 zaczął startować w zawodach enduro. W 1998 i 2000 był mistrzem Europy w enduro w kategorii motocykli do 400 cm³ 4T. Od 2000 startował w rajdach terenowych. Największym osiągnięciem Ullevålsetera było zajęcie 2. miejsca na mecie Rajdu Dakar w 2010, a także zdobycie mistrzostwa świata w motocyklowych rajdach terenowych federacji FIM w 2004.
W 2007 wygrał edycję Isdans – norweską wersję programu Gwiazdy tańczą na lodzie z partnerką Anną Puszkową. W 2013 uczestniczył w programie Skal vi danse – norweskim odpowiedniku Tańca z gwiazdami, jednak bez większych osiągnięć.
W maju 2015 ogłosił zaręczyny z zawodniczką kickboxingu – Mette Solli. W 2010 ukazała się książka biograficzna motocyklisty pt. Pål Anders Ullevålseterdrømmen om Dakar autorstwa Katrine Bjerke Mathisen.

## Kariera i osiągnięcia

### Starty w Rajdzie Dakar
| Rok  | Marka motocykli | Pozycja      |
| ---- | --------------- | ------------ |
| 2002 | KTM             | 9.           |
| 2003 | KTM             | 12.          |
| 2004 | KTM             | 5.           |
| 2005 | KTM             | Nie ukończył |
| 2006 | KTM             | 6.           |
| 2007 | KTM             | 4.           |
| 2009 | KTM             | 6.           |
| 2010 | KTM             | 2.           |
| 2011 | KTM             | 6.           |
| 2012 | KTM             | 6.           |

### Inne
Mistrzostwa świata w motocyklowych rajdach terenowych FIM
- 2004 –
- 2006 –
- 2007 –

VM Ørkenrally
- 2004 –
- 2006 –

Merzouga Rally
- 2014 –

Africa Eco Race
- 2015 –
- 2016 –
- 2017 –